# Dinagapostemon
Dinagapostemon is een geslacht van vliesvleugelige insecten van de familie Halictidae.

## Soorten
- D. costaricensis Roberts & Brooks, 1987
- D. gigas (Friese, 1911)
- D. goneus Roberts & Brooks, 1987
- D. mentor Roberts & Brooks, 1987
- D. mexicanus Roberts & Brooks, 1987
- D. orestes Roberts & Brooks, 1987
- D. sicheli (Vachal, 1901)
- D. uyacanoides Roberts & Brooks, 1987
- D. uyacanus (Cockerell, 1949)